# Green Hornet (Dynamite Entertainment)
Green Hornet è una serie a fumetti periodica pubblicata dalla casa editrice statunitense Dynamite Entertainment a partire da marzo 2010. I protagonisti sono Green Hornet (conosciuto anche come Il Calabrone Verde) e il suo aiutante Kato. Le loro storie sono ambientate alla fine del ventesimo secolo e gli alter ego dei due personaggi sono rispettivamente Britt Reid Jr. (figlio del Green Hornet originale creato nel 1936) e Mulan Kato (figlia del primo Kato).

## Storia editoriale
La Dynamite Entertainment (abbreviata anche in D.E.) ottiene i dititti per pubblicare storie a fumetti su Green Hornet nel 2009 e decide di lanciare una serie mensile che si basi sulla sceneggiatura scritta da Kevin Smith per un nuovo film cinematografico dedicato al personaggio. Questa è stata rifiutata dagli studios che vogliono realizzare il lungometraggio e così viene adattata per i fumetti dallo stesso Kevin Smith. Per questo motivo la serie è stata lanciata a livello pubblicitario con l'appellativo Kevin Smith's Green Hornet e prevede che l'intera sceneggiatura venga serializzata nell'arco dei primi dieci numeri della serie.